# Canterbury

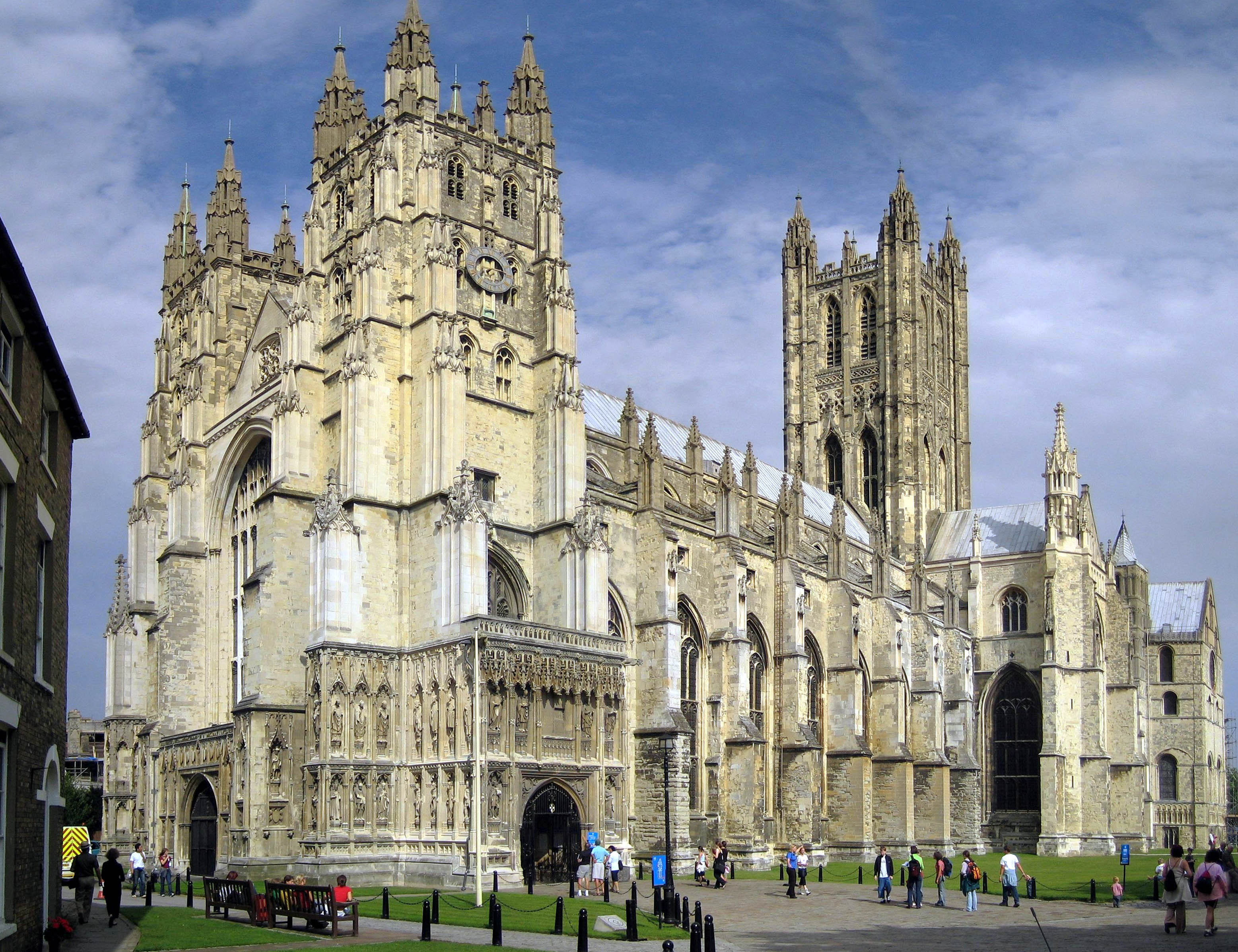
Katedra

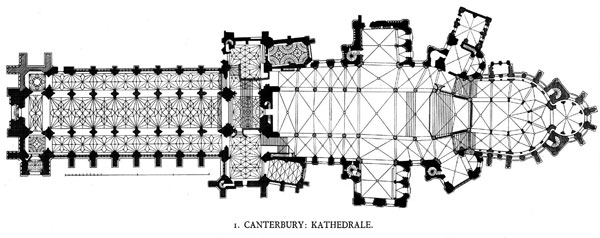
Plan katedry

Canterbury – miasto o statusie city w Anglii, w hrabstwie Kent, w dystrykcie Canterbury, położone nad rzeką Stour. Siedziba arcybiskupstwa Canterbury, centralnego dla anglikańskiego Kościoła Anglii. Liczba mieszkańców wynosi 42 258 (2001), a powierzchnia 23,54 km².
W mieście rozwinął się przemysł włókienniczy.

## Historia

### Wczesna historia
Pierwsze wzmianki o osadzie pochodzą z epoki brązu i neolitu. Canterbury uważa się za główną osadę celtyckich Kantów, zamieszkujących tereny dzisiejszego Kentu. Rzymianie nazywali osadę Durovernum Cantiacorum, czyli "warownią Kantów przy olchowym gaju". Po przybyciu Anglosasów wewnątrz murów utworzyła się mała jucka osada, której nazwa w języku staroangielskim brzmiała Cantwaraburh – "warownią ludu Kentu".

### Świadectwa obiektów sakralnych
W Canterbury znajdują się trzy obiekty sakralne wpisane na listę światowego dziedzictwa kulturalnego UNESCO:
- Katedra Kanterberyjska – zbudowana w okresie późnego gotyku w stylu perpendykularnym, która wznosi się na placu Henryka IV.
- Najstarszy zachowany w Anglii kościół parafialny św. Marcina założony przez świętego Augustyna z Canterbury, który przybył do Anglii w roku 597.
- Ruiny wczesnośredniowiecznego opactwa zbudowanego również przez Augustyna; zostało ono zniszczone w okresie reformacji w XVI w.

### Historia najnowsza
W czasach króla Henryka VIII z dynastii Tudorów, kiedy Anglia stawała się krajem protestanckim, za główne biskupstwo wyznaczono właśnie arcybiskupstwo w mieście Canterbury. Prymasem Anglii jest arcybiskup Canterbury. W czasie II wojny światowej miasto ucierpiało na skutek nalotów Luftwaffe.

## Polonia
- Polska Szkoła Sobotnia im. Józefa Conrada Korzeniowskiego

- Zrzeszenie Polaków Okręgu Kent[5]

## Współpraca
Miejscowości partnerskie:
- Bloomington, Stany Zjednoczone
- Reims, Francja
- Tournai, Belgia